# Dekanat grójecki
Dekanat grójecki – jeden z 25 dekanatów rzymskokatolickich archidiecezji warszawskiej wchodzącej w skład metropolii warszawskiej. Dziekanem dekanatu jest ks. kanonik dr Zbigniew Stefaniak - proboszcz parafii św. Mikołaja w Grójcu.  
W skład dekanatu wchodzi 9 parafii:
- Świętej Trójcy w Belsku
- Świętych Apostołów Piotra i Pawła w Drwalewie
- Świętego Mikołaja Biskupa w Grójcu
- Miłosierdzia Bożego w Grójcu
- Świętego Rocha w Jasieńcu
- Przemienienia Pańskiego w Jeziórce
- Błogosławionego Honorata Koźmińskiego w Lesznowoli
- Świętego Wojciecha Biskupa i Męczennika i Świętego Marcina w Lewiczynie
- Najświętszego Serca Pana Jezusa w Worowie[2]